# Устюртский заповедник
Устю́ртский госуда́рственный приро́дный запове́дник (каз. Үстірт мемлекеттік табиғи қорығы) расположен в Каракиянском районе Мангистауской области Казахстана.

## История
Создан в 1984 г. на площади 223,3 тысяч гектаров для охраны пустынных ландшафтов на плато Устюрт.
Идея создания заповедника на Устюрте возникла в 1960—1970-х годах в связи с начавшимся в тот период освоением пустынных пространств Западного Казахстана. Заповедник был организован 12 июля 1984 г. Цель учреждения заповедника — сохранение в естественном состоянии природного комплекса северных пустынь плато Устюрт, в том числе ряда редких видов фауны и флоры. Заповедник находился в ведении Главного управления заповедников и охотничьего хозяйства при Совете Министров Казахской ССР.

## Местонахождение
В географическом районировании территория Устюрта входит в Ирано-Туранскую подобласть Афро-Азиатской пустынной области, а заповедник находится на стыке Устюртского и Мангышлакского округов южной подзоны пустынь. Территория заповедника занимает часть западного чинка плато Устюрт, узкую причинковую полосу самого плато и обширное понижение Кендирлисор. Абсолютная высота — от 50 до 300 м. Самая высокая точка заповедника находится на Западном чинке Устюрта в районе колодца Кугусем (+340 м над ур.м.), самая низкая — в северной части Кендерлисора (-52 м).
Администрация заповедника расположена в г. Актау. Расстояние между территорией и администрацией составляет более 200 км.

## Флора и фауна
Разнообразие почвы обусловливает формирование своеобразной флоры. На глинистых почвах преобладают биюргуновые, кейреуковые; на щебнистых тасбиюргуновые; на каменистых ежовниковые, полынные, вьюнковые, курчавковые; белобоялычевые и саксауловые: на солончаках реомюриевые, поташниковые и сарсазановые сообщества. На территории заповедника встречается около 263 видов растений, из них 5 краснокнижных: мягкоплодник критмолистный, катран беззубый, марена меловая, молочай твёрдобокальчатый и солянка хивинская.
Класс земноводные представлен 1 видом — жаба зелёная, класс пресмыкающиеся 22 видами, класс млекопитающие 45 видами, класс птицы 111 видами, включая пролётных. Из них в Красную книгу занесены: птиц — 11 видов: фламинго, балобан, сапсан, стервятник, степной орёл, беркут, филин, джек, змееяд, чернобрюхий рябок, каравайка; млекопитающих — 9 видов: устюртский муфлон , джейран, каракал, манул, перевязка, барханный кот, медоед, белобрюхий стрелоух, гепард (вымер на территории Казахстана в 1960-е гг.), леопард (появился вместо гепарда) ; пресмыкающихся — 1 вид: четырёхполосый полоз.